# Møntregale
Ved møntregale forstås statsmagtens eneret til at fremstille mønt.
Allerede i den romerske kejsertid var kejserens møntregale anerkendt, og når senere møntprægning udøvedes af andre end rigets overhoved, måtte retten dertil vistnok overalt opfattes som grundet på overdragelse fra suverænen.
I Danmark hævdedes denne ret først af Harald Hen, og møntværdien modsvarede da værdien af det dertil anvendte metal. Senere har en sådan ret tilkommet såvel bisperne som adskillige stæder, indtil den ophævedes under Christian 3. og Frederik 2. Næsten overalt udnytter stater i moderne tid selv deres møntregale. Frankrig dannede i lang tid hovedundtagelsen fra denne regel, idet de franske møntanstalter mod en afgift var overladte til private forretningsfolk, som under statens kontrol besørgede udmøntningen og indkasserede det af staten fastsatte prægningsgebyr. Denne ordning forandredes 1879, da den franske stat selv overtog udmøntningen.
Møntregalet kunne tidligere være en vigtig indtægtskilde for staterne, dels ved fastsættelsen af slagskatten (det vil sige forskellen mellem den pris, staten betalte for en vis mængde ædelt metal, og den møntmængde, som udmøntedes deraf), dels ved efterhånden at forringe mønternes værdi ved at udmønte dem med ringere metalindhold, end de efter de hidtil gældende regler skulle have. Indtægten ved at præge mønter og/eller udstede pengesedler kaldes seigniorage eller møntningsgevinst og er stadig i dag en - typisk meget beskeden - andel af de løbende offentlige indtægter i de fleste lande, herunder Danmark.
I nyere tid opkræves der som regel ved udmøntning af hovedmønter enten slet ingen slagskat eller kun et ringe beløb (såkaldt prægningsgebyr), der omtrent svarer til omkostningerne ved udmøntningen. En del fortjeneste har staterne derimod stadig ved udgivelse af skillemønt, idet disse udmøntes med ringere metalindhold, end der svarer til deres pålydende.
Retten til at slå egen mønt anses tidligere som et af den selvstændige stats vigtigste kendetegn og fastslås derfor ofte udtrykkeligt i de enkelte staters forfatning. Som regel kan staten håndhæve denne ret og straffe falskmøntneri hårdt. Brug af fremmed mønt er historisk imidlertid undertiden forekommet i lande, hvor statsmagten selv i den grad har svindlet med værdien af møntens metalindhold, at denne ikke længere har befolkningens tillid og derfor fortrænges af fremmed lands mere pålidelige mønt. Således har amerikanske dollar mange steder været "alternativ gangbar mønt" på grund af inflation.
I nyere tid har flere stater anvendt fælles valuta, eksempelvis euro, ligesom flere latinamerikanske valutaer enten er bundet fuldstændig til den amerikanske dollar eller erstattet af dollaren som valuta, som eksempelvis i Ecuador og Panama.
Møntregalet udgør et kernepunkt i al statslig pengepolitik.